# Olympische Sommerspiele 2004/Teilnehmer (Benin)
| Gelbes Symbol für Goldmedaillen mit stilisierten Olympischen Ringen | Graues Symbol für Silbermedaillen mit stilisierten Olympischen Ringen | Braundes Symbol für Bronzemedaillen mit stilisierten Olympischen Ringen |
| ------------------------------------------------------------------- | --------------------------------------------------------------------- | ----------------------------------------------------------------------- |
| —                                                                   | —                                                                     | —                                                                       |

Benin nahm bei den Olympischen Spielen 2004 in der griechischen Hauptstadt Athen mit vier Athleten, zwei Frauen und zwei Männern, teil.
Seit 1972 war es die achte Teilnahme eines beninischen Teams bei Olympischen Sommerspielen.

## Teilnehmer nach Sportart

### Leichtathletik
- Souhalia Alamou
Männer, 100 m: in der 1. Runde ausgeschieden (10,48 s)
- Fabienne Feraez
Frauen, 200 m: im Viertelfinale ausgeschieden (23,24 s)

### Schwimmen
- Alois Dansou
Männer, 50 m Freistil: in der 1. Runde ausgeschieden (24,86 s; 60. Platz)
- Gloria Koussihouede
Frauen, 100 m Freistil: in der 1. Runde ausgeschieden (1:30,90 min; 50. Platz)